# Biersted Mose
Biersted Mose er en del af Store Vildmose. 